# Bamifilin
Bamifilin je lek iz ksantinske hemijske klase koji deluje kao selektivan antagonist adenozinskog A1 receptora.